# The Sheriff of Yavapai County
The Sheriff of Yavapai County (con il sottotitolo Depicting the Rescuing of a Gambling Victim from Himself) è un cortometraggio muto del 1913 scritto, diretto e interpretato da William Duncan.

## Produzione
Il film fu prodotto dalla Selig Polyscope Company.

## Distribuzione
Distribuito dalla General Film Company, il film - un cortometraggio di una bobina - uscì nelle sale cinematografiche statunitensi il 19 marzo 1913.